# Bundespersonalausschuss
Der Bundespersonalausschuss (BPersA) dient in Deutschland der einheitlichen Handhabung beamten- und soldatenrechtlicher Ausnahmevorschriften (§ 119 Abs. 1 S. 1 BBG). Weitere Aufgaben können ihm übertragen werden, insbesondere die Feststellung des erfolgreichen Abschlusses von Aufstiegsverfahren (Feststellungsverfahren) und der Erlass von Regelungen über die Feststellungsverfahren (§ 119 Abs. 1 S. 2 BBG). Dazu gehört auch die einheitliche Handhabung soldatenrechtlicher Ausnahmevorschriften (z. B. gemäß § 22 und § 45 SLV). Er übt seine Tätigkeit unabhängig und in eigener Verantwortung aus (§ 119 Abs. 2 BBG).

## Ausnahmevorschriften
Zu den Ausnahmevorschriften, über die der Bundespersonalausschuss zu entscheiden hat, gehören beispielsweise die Anerkennung der Laufbahnbefähigung gemäß § 19 BBG in Verbindung mit 8 Abs. 2 BLV, wenn die erforderliche Befähigung durch Lebens- und Berufserfahrung erworben wurde. Er kann die Anerkennung an einem von ihm bestimmten unabhängigen Ausschuss übertragen. Des Weiteren stellt der Bundespersonalausschuss die fachspezifische Qualifizierung nach 8 BLV fest.

## Mitglieder und ihre Rechtsstellung
Der Bundespersonalausschuss besteht aus acht ordentlichen und acht stellvertretenden Mitgliedern (§ 120 Abs. 1 BBG). Ständige ordentliche Mitglieder sind der Präsident des Bundesrechnungshofes als Vorsitzender und der Leiter der Dienstrechtsabteilung des Bundesministeriums des Innern und für Heimat (§ 120  Abs. 2 S. 1 BBG). Nichtständige ordentliche Mitglieder sind die Leiter der Zentralabteilungen von zwei anderen obersten Bundesbehörden und vier weitere Beamte des Bundes (§ 120 Abs. 2 S. 2 BBG). Stellvertretende Mitglieder sind je ein Beamter des Bundesrechnungshofes und des Bundesministeriums des Innern und für Heimat und die Leiter der Zentralabteilungen von zwei weiteren obersten Bundesbehörden sowie vier weitere Bundesbeamte (§ 120 Abs. 2 S. 3 BBG).
Die nichtständigen ordentlichen Mitglieder sowie die stellvertretenden Mitglieder werden vom Bundespräsidenten auf Vorschlag des Bundesministeriums des Innern und für Heimat für die Dauer von vier Jahren bestellt, davon vier ordentliche und vier stellvertretende Mitglieder aufgrund einer Benennung durch die Spitzenorganisationen der zuständigen Gewerkschaften (§ 120 Abs. 3 BBG).
Die Dienstaufsicht über die Mitglieder des Bundespersonalausschusses führt im Auftrag der Bundesregierung das Bundesministeriums des Innern und für Heimat mit folgenden Maßgaben: Die Mitglieder des Bundespersonalausschusses sind unabhängig und nur dem Gesetz unterworfen. Sie dürfen wegen ihrer Tätigkeit weder dienstlich gemaßregelt noch benachteiligt werden. Sie scheiden aus ihrem Amt als Mitglied des Bundespersonalausschusses aus durch Zeitablauf, durch Ausscheiden aus dem Hauptamt oder aus der Behörde, die für ihre Mitgliedschaft maßgeblich sind, durch Beendigung des Beamtenverhältnisses oder unter den gleichen Voraussetzungen, unter denen Mitglieder einer Kammer oder eines Senats für Disziplinarsachen wegen einer rechtskräftigen Entscheidung in einem Straf- oder Disziplinarverfahren ihr Amt verlieren (§ 121 BBG).

## Geschäftsstelle und Geschäftsordnung
Der Bundespersonalausschuss wird zur Durchführung seiner Aufgaben durch eine Geschäftsstelle im Bundesministerium des Innern und für Heimat unterstützt (§ 120 Abs. 4 BBG). Er gibt sich eine Geschäftsordnung (§ 122 BBG).

## Sitzungen und Beschlüsse
Die Sitzungen des Bundespersonalausschusses sind nicht öffentlich. Der Vorsitzende oder der stellvertretende Vorsitzende leitet die Sitzungen. Sind beide verhindert, tritt an ihre Stelle das dienstälteste Mitglied. Beschlüsse werden mit Stimmenmehrheit gefasst. Zur Beschlussfähigkeit ist die Anwesenheit von mindestens sechs Mitgliedern erforderlich. Bei Stimmengleichheit entscheidet die Stimme des Vorsitzenden. Beschlüsse des Bundespersonalausschusses sind bekannt zu machen, soweit sie allgemeine Bedeutung haben. Art und Umfang regelt die Geschäftsordnung. Die Bekanntmachung erfolgt im Gemeinsamen Ministerialblatt. Soweit dem Bundespersonalausschuss eine Entscheidungsbefugnis eingeräumt ist, binden seine Beschlüsse die beteiligten Verwaltungen (§ 123 BBG).

## Beweiserhebung, Auskünfte und Amtshilfe
Der Bundespersonalausschuss kann zur Durchführung seiner Aufgaben in entsprechender Anwendung der Vorschriften der Verwaltungsgerichtsordnung Beweise erheben. Die beteiligten Verwaltungen haben ihm auf Verlangen Auskünfte zu erteilen und Akten vorzulegen, soweit dies zur Durchführung seiner Aufgaben erforderlich ist. Alle Dienststellen haben dem Bundespersonalausschuss unentgeltlich Amtshilfe zu leisten (§ 124 BBG).